# Cryptazeca elongata
Cryptazeca elongata је пуж из реда Stylommatophora и фамилије Cochlicopidae.

## Угроженост
Ова врста се сматра рањивом у погледу угрожености врсте од изумирања.

## Распрострањење
Ареал врсте је ограничен на једну државу. 
Шпанија је једино познато природно станиште врсте.